# Flor Eduarda Gurrola
Flor Eduarda Gurrola (29 de setembro de 1979) é uma atriz mexicana, mais conhecida no Brasil por seus trabalhos nas novelas Carrossel e Vovô e Eu.

## Filmografia

### Cinema
- El lenguaje de los machetes (2011).... Disneylandia
- El infierno (2010).... Gloria
- Cefalópodo (2010).... Roberta
- Música de ambulancias (2009)
- Reminiscencias (2008)
- Sexo, amor y otras perversiones (2006).... Irmã
- Ligerita (2003)
- Me la debes (2002).... Marce
- Collateral Damage (2002).... Adolescente
- ¿Y cómo es EL? (2001).... Julia
- Un dulce olor a muerte (1999).... Astrid
- Santitos (1999).... Paloma
- Perriférico (1999)
- El evangelio de las maravillas (1998).... Tomasa

### Televisão
- El Albergue (2012).... La Ampolla
- Bajo el alma (2011).... Luisa
- Soy tu fan (2010-2011).... Vanessa
- La vida en el espejo (1999).... Diana Román Franco
- Mujer, casos de la vida real (1994) (episódio "Perdón por amor")
- El abuelo y yo (1992).... Yolanda "Yoya" Pérez Villegas
- Carrusel (1989-1990).... Carmen Carrillo